# 石壁水库 (诸暨)
石壁水库位于中国浙江省诸暨市陈宅镇石壁村，是以防洪为主，兼有发电、灌溉、养殖等功能的大（二）型水库。